# Некрасов Микола Володимирович
Микола Володимирович Некрасов (18 грудня 1900 — 4 жовтня 1938) — російський есперантист і перекладач мовою есперанто, письменник, поет, журналіст і критик.

## Біографія
Народився в Москві у 1900 році. У віці 15 років вивчив есперанто. У 1918—1919 роках був редактором власного видання Juna Mondo («Юний світ»). Став співзасновником літературного рецензійного видання La Nova Epoko («Нова епоха») в 1922 році і був її редактором до 1930 року. Серед діяльності «Нової епохи» можна відзначити публікацію відкритого листа міністру національної освіти Франції Леону Берару, який в червні 1922 року забороняв викладання есперанто у французьких закладах як «потенційно небезпечного» (зокрема, в листі міністру дякували за підвищення популярності есперанто і радили далі заборонити французьку мову, якою опубліковано ще більше революційних творів). У 1933 році Микола Володимирович редагував збірник статей «Нові проблеми мовознавства».
У 1920-ті роки видав дві книги оригінальних віршів російською мовою.
Перш за все відомий як перекладач російської віршованої класики мовою есперанто. Поетична спадщина самого Некрасова публікувалася в різних періодичних виданнях. На його творчість вплинули представники російського символізму, такі як Блок і Бальмонт.
В середині 1930-тих років Некрасов, разом з іншими членами есперантистського руху в СРСР, став об'єктом сталінських репресій і 4 жовтня 1938 був розстріляний. Посмертно реабілітований 26 листопада 1957 року.

## Творчість[2]

### Перекладена поезія
- Kupra rajdanto («Мідний вершник»), Пушкіна.
- Eŭgeno Onegin («Євгеній Онєгін») Пушкіна, SAT.
- Dekdu («Дванадцять») і Najtingala ĝardeno («Солов'їний сад») Блока.
- Blanka cigno («Білий лебідь») і La mortaj ŝipoj («Мертві кораблі») Бальмонта.
- Nubo en pantalono (рос. «Облако в штанах») і Suno («Сонце») Маяковського.
- Monna Liza («Мона Ліза») Михайла Герасимова.
- Socialismo, Patrino («Мати») Бежименського.

### Перекладена проза
- Ruĝa Stelo («Червона зірка») Олександра Богданова, SAT, 1929.
- La Vojo de formiĝo kaj disvastiĝo de la lingvo internacia («The way of formation and spread of the international language») Ернста Дрезена, SAT, 1929
- Historio de la mondolingvo («History of the world Language») Ернста Дрезена.

### Власна поезія
- Fablo pri ĝilotinŝraŭbeto («Байка про маленького гвинтика з лівим різьбленням»), опубліковано в Sennacieca Revuo.
- Testamento de Satano («Заповіт Сатани»).
- Verda flamo («Зелене полум'я»)
- Krono de sonetoj pri Esperanto («Вінок сонетів»).
- Mi moskvano («Я — москвич»), опубліковано в Internacia Literaturo.

### Власна проза
- Bibliografio de Esperantaj presaĵoj en USSR dum 12 jaroj de la revolucio 1917—1928 («Бібліографія матеріалів на есперанто, опублікованих в СРСР за 12 революції 1917—1928»), Москва, 1928.
- Tra USSR per Esperanto («Із СРСР про есперанто»).
- Кілька есе про літературу на есперанто, опублікованих в La Nova Epoko.